# Municipio de Richland (condado de Brown)
El municipio de Richland (en inglés: Richland Township) es un municipio ubicado en el condado de Brown en el estado estadounidense de Dakota del Sur. En el año 2010 tenía una población de 77 habitantes y una densidad poblacional de 0,83 personas por km².

## Geografía
El municipio de Richland se encuentra ubicado en las coordenadas 45°47′59″N 98°24′15″O / 45.79972, -98.40417. Según la Oficina del Censo de los Estados Unidos, el municipio tiene una superficie total de 93.12 km², de la cual 93,05 km² corresponden a tierra firme y (0,08 %) 0,07 km² es agua.

## Demografía
Según el censo de 2010, había 77 personas residiendo en el municipio de Richland. La densidad de población era de 0,83 hab./km². De los 77 habitantes, el municipio de Richland estaba compuesto por el 98,7 % blancos y el 1,3 % eran de una mezcla de razas. Del total de la población el 0 % eran hispanos o latinos de cualquier raza.